# Electric Park

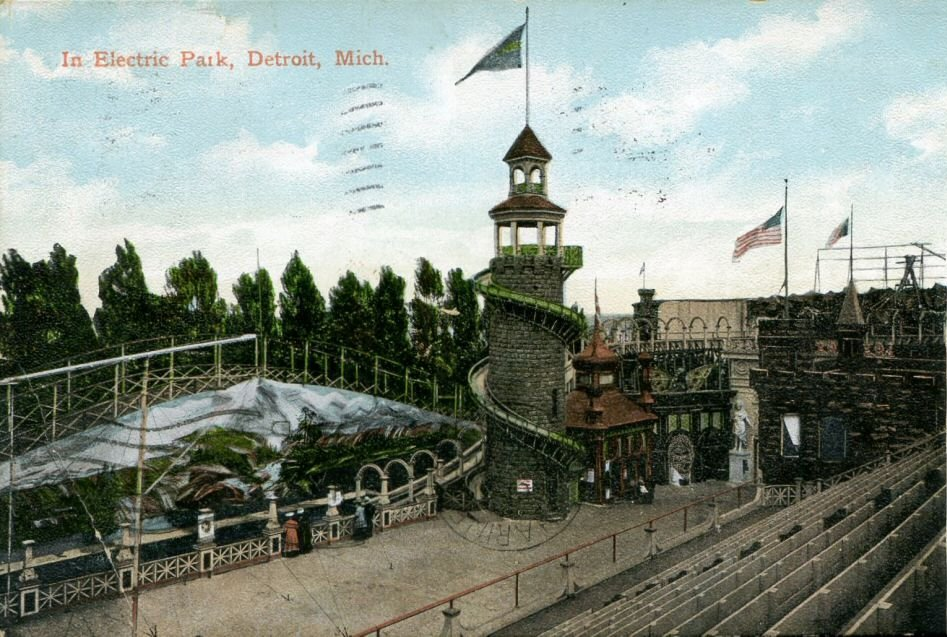
Carte postale d'Electric Park, à Detroit, Michigan, en 1907.

Electric Park était un nom partagé par des dizaines de parcs d'attractions aux États-Unis qui ont été construits sur le principe des trolley parks et appartenant à des entreprises électriques et compagnies de tramway. Après 1903, le succès de Coney Island a inspiré une prolifération de parcs nommés Luna Park et Electric Park, tandis que l' Exposition universelle de 1893 a inspiré la formation de parcs nommés White City à peu près en même temps. L'existence de la plupart de ces parcs a été généralement brève : la plupart d'entre eux ont fermé en 1917, l'année de l'entrée des États-Unis dans la Première Guerre mondiale.

## Histoire
L'émergence des trolley parks au cours de la dernière douzaine d'années du XIXe siècle a coïncidé avec la montée en puissance de trois entités : les compagnies d'électricité (qui se sont développées rapidement car une grande partie des États-Unis était en électrification depuis les années 1880), les compagnies de chemin de fer (qui construisait de nouvelles lignes ferroviaires interurbaines principalement dans la moitié est des États-Unis) et — à partir de 1890 environ — le remplacement des voitures hippomobiles par des entreprises de tramways électriques. Un quatrième contributeur à l'augmentation du nombre de parcs d'attractions au cours de la première décennie du XXe siècle a été le succès de Coney Island.
La plupart des Electric Park appartenaient à des compagnies d'électricité et à des compagnies de tramway, qui avaient souvent une ou plusieurs lignes qui transportaient les travailleurs et les clients entre les centres-villes des différentes villes et les zones résidentielles et industrielles. Après 1900, les lignes ferroviaires électriques interurbaines ont commencé à transporter les personnes d'une ville à l'autre. À l'origine, les tramways et les lignes interurbaines fonctionnaient à un niveau réduit le week-end, voir complètement à l'arrêt. Pour générer du trafic le week-end, les compagnies ont fini par créer de nouvelles destinations, généralement en bout de ligne, que le public fréquentait le week-end, qu'il s'agisse d'un parc de pique-nique ou (plus tard) d'un parc de loisirs. Après 1903, le succès de Luna Park à Coney Island (avec l'entrée du parc ornée de lumières électriques) a inspiré la création d'Electric Parks, qui se sont répandus dans toute l'Amérique du Nord.
Comme les Luna Park et White City, un Electric Park typique comportait un Shoot the Chute et un lagon, un parcours de montagnes russes en bois, un midway, une grande roue, des jeux et un pavillon. La plupart avaient aussi des chemins de fer miniatures. De nombreuses villes avaient deux (ou les trois) du triumvirat Electric Park/Luna Park/White City dans leur voisinage... avec chacun essayant de surpasser les autres avec de nouvelles attractions. La concurrence était féroce, entraînant souvent la faillite des parcs avec des coûts croissants de mise à niveau, d'entretien et d'assurance des équipements. Plus d'un ont succombé au feu. En conséquence, la plupart étaient en faillite en 1917, l'année où les États-Unis sont entrés dans la Première Guerre mondiale. Au moment où les troupes sont retournées aux États-Unis (en 1919), presque tous les parcs électriques avaient disparu.

## Liste des Electric Parks

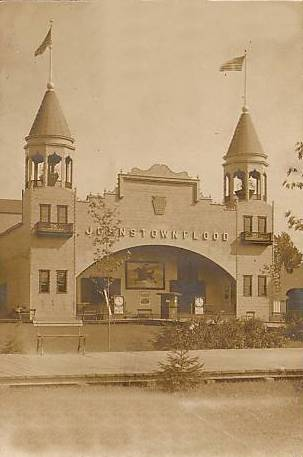
Carte postale du Electric Park de Baltimore.

Bien que l'on ignore quel parc a été le premier nommé ainsi, plusieurs d'entre eux existaient avant 1900.
- Electric Park, Aberdeen, Washington
- Electric Park, Atlanta, Géorgie[3]
- Electric Park, Baltimore, Maryland (Juin 1896 – 1916)[4],[5],[6],[7]
- Electric Park, Bellingham, Washington[3]
- Electric Park, Binghamton, New York[3]
- Electric Park, Blackwell, Oklahoma – le pavillon existe toujours, inscrit au registre national des lieux historiques
- Electric Park, Cleveland, Ohio[3]
- Electric Park, Dayton, Ohio[3]
- Electric Park, Detroit, Michigan (26 mai 1906 – 1928), a connu plusieurs noms au cours de son existence, dont Luna Park[8]
- Electric Park, Eau Claire, Wisconsin (1895 – vers 1926) – parc adjacent au lac Hallie ; fermé après que Chippewa Valley Electric Railway a cessé ses activités le 1er septembre 1926.
- Electric Park, Fort Smith, Arkansas (1905–1920)[9]
- Electric Park, Galveston, Texas (1905–?)
- Electric Park, Hancock, Michigan (7 juin 1906 – vers 1933) – à l'origine Anwebida ("Let us rest here" in Chippewa)[10],[11],[12]
- Electric Park, Holland, Michigan, également connu sous le nom de Jenison Electric Park[13],[14]
- Electric Park, Houston, Texas[15]
- Electric Park, Iola, Kansas (vers 1901–1918)[16] également connu sous le nom "Iola Electric Park"
- Electric Park, Joplin, Missouri (10 juin 1909 – 1912)[17] – fait maintenant partie du parc Schifferdecker.
- Electric Park, Kansas City, Missouri (1907–1925)[18] - deuxième Electric Park par les frères Heim, qui ont ouvert leur premier Electric Park en 1899, à côté de leur brasserie de Kansas City[19]
- Electric Park, Louisville, Kentucky[3],[20],[21]
- Electric Park, Montgomery, Alabama[22]
- Electric Park, New Haven, Connecticut[23]
- Electric Park, Newark, New Jersey (1903–1912) qui est maintenant le site du parc Vailsburg[24],[25]
- Electric Park, Niagara Falls, New York[22]
- Electric Park, Niverville, New York, New York(1901–1917)[26], également connu sous le nom de White City.
- Electric Park, Oshkosh, Wisconsin (1898 – vers 1950)[3], également appelé White City et EWECO Park.
- Electric Park, Pensacola, Floride (1905–?)[27]
- Electric Park, Pittsburgh, Pennsylvanie
- Electric Park, Plainfield, Illinois (1904–1932)[28]; auditorium, devenu salle de danse puis patinoire (à la fois pour roller et patin à glace) jusqu'à sa destruction par une tornade en 1990[29]
- Electric Park, Pottsville, Pennsylvanie – également appelé Electric Park Philadelphia[3]
- Electric Park, St. Louis, Missouri au Creve Coeur Lake Memorial Park[30]
- Electric Park, San Antonio, Texas[31] - site du parc de baseball des ligues mineures du même nom
- Electric Park, Sheboygan, Wisconsin[3]
- Electric Park, Springfield, Missouri[3] – peut être identique à Joplin Electric Park
- Electric Park, Syracuse, New York[3]
- Electric Park, Tulsa, Oklahoma (1921 – vers 1926)- a fusionné avec le parc d'attractions Crystal City au milieu des années 1920[32]
- Electric Park, Waterloo, Iowa – avait une grande roue unique tournée à l'eau[33] ; pavillon toujours debout
- Electric Park, Worcester, Massachusetts[3]